# Beibs in the Trap
Beibs in the Trap è un singolo del rapper statunitense Travis Scott, pubblicato il 2 settembre 2016 in collaborazione con Nav.

## Tracce
1. Beibs in the Trap – 3:33